# Fysiker
En fysiker beskæftiger sig med fysik i såvel videnskab som uddannelse og anvendelse.
Fysikere er typisk uddannet indenfor fysik men kan også få deres viden til fysik fra deres uddannelse i andre naturvidenskabelige, ingeniørmæssige eller matematiske discipliner.
Et typisk arbejdsområde for fysikere er at afprøve teorier gennem fysiske eksperimenter eller at overføre teoretisk viden til fysiske processer. For eksempel udviklingen af elektronmikroskopet eller laser-teknologien som først blev beskrevet i teorien. Eller målingen af lysets afbøjning når det passerer en massiv genstand såsom Solen, som støttede Einsteins teorier om tyngekraftens påvirkning på lysstråler.